# مارکو اینگرائو
مارکو اینگرائو (انگلیسی: Marco Ingrao؛ زادهٔ ۲۶ ژوئیهٔ ۱۹۸۲) بازیکن فوتبال اهل بلژیک است.
از باشگاه‌هایی که در آن بازی کرده‌است می‌توان به باشگاه فوتبال استاندارد لیژ، باشگاه فوتبال اوپن، باشگاه فوتبال ام‌وی‌وی ماستریخت، باشگاه فوتبال خنک، باشگاه فوتبال ویچنزا، و باشگاه فوتبال لیرسه اشاره کرد.